# Verchères
Verchères ist eine Gemeinde in der kanadischen Provinz Québec. Sie liegt am Südufer des Sankt-Lorenz-Stroms in der Verwaltungsregion Montérégie.

## Geschichte
Gegründet 1672, war die Siedlung Verchères noch im 17. Jahrhundert Schauplatz eines Irokesen-Angriffs, der durch den Einfallsreichtum eines 14-jährigen Mädchens namens Madeleine, heute bekannt als Madeleine de Verchères, vereitelt wurde. Eine gusseiserne Statue der Heldin befindet sich heute am Ort der früheren Befestigungsmauer der Siedlung am Ufer des Sankt-Lorenz-Stroms.
In Verchères wurde am Ende des 19. Jahrhunderts ein Ruderboot entwickelt, die Verchères-Schaluppe. Ein Exemplar dieses Bootstyps wird im Sommer und Herbst im Jean-Marie Moreau Park ausgestellt.
Der Wahlspruch von Verchères lautet „In Tenebris Lumen Rectis Corde“, zu Deutsch „Aus Schatten entsteht Licht für ein rechtes Herz“. Die Straßen sind nach den Anliegern sowie nach berühmten Personen aus der Region benannt.
Die Bevölkerung von Verchères wächst stetig, 2001 betrug die Bevölkerungsgröße 4782 und erreichte 2010 5528 Einwohner.

## Sonstiges
Mehr als 97 % der Einwohner sind französischer Muttersprache.